# Marsdenia carrii
Marsdenia carrii är en oleanderväxtart som beskrevs av P.I. Forster. Marsdenia carrii ingår i släktet Marsdenia och familjen oleanderväxter. Inga underarter finns listade i Catalogue of Life.